# Giving the Game Away
Giving the Game Away è il quinto album in studio del gruppo musicale britannico Thunder, pubblicato nel 1999.

## Tracce
1. Just Another Suicide (You Wanna Know) – 4:10
2. All I Ever Wanted – 4:20
3. Giving the Game Away – 5:05
4. You'll Still Need a Friend – 4:30
5. Rolling the Dice – 4:59
6. Numb – 5:20
7. Play That Funky Music (Wild Cherry cover) – 3:48
8. 'Til It Shines – 4:51
9. Time to Get Tough – 3:53
10. It's Another Day – 4:42
11. It Could Be Tonight – 5:22

Tracce Bonus Edizione giapponese
1. Wonderland – 4:16
2. The Only One – 3:58

Tracce Bonus Edizione Europa speciale
1. You Wanna Know (radio edit)
2. With a Little Help from My Friends (live The Beatles cover)
3. She's So Fine (live)

## Formazione
- Danny Bowes – voce
- Luke Morley – chitarra
- Chris Childs – basso
- Harry James – batteria, percussioni
- Ben Matthews – chitarra, tastiera
- Andy Taylor – chitarra acustica (traccia 11)